# ヘーローとレアンドロス
ヘーローとレアンドロス (古希: Ἡρώ καὶ Λέανδρος、英: Hero and Leander)は、ギリシア神話に登場する人物である。

## 物語
ヘレスポントス（現在のダーダネルス海峡）のヨーロッパ側セストスの塔に住むアプロディーテーの女神官ヘーロー（古希: Ήρώ）と海峡の対岸アビュドスに住む青年レアンドロス（古希: Λέανδρος）の物語である。レアンドロスはヘーローに恋し、毎晩彼女に会うためにヘレスポントスを泳いで渡った。ヘーローは塔の最上階でランプを灯して恋人を導いた。
ヘーローはレアンドロスの耳に快い言葉と、アプロディーテーは愛の女神として処女崇拝など軽蔑する筈だという主張に折れて、彼の愛を受け入れた。 この日課は暖かい夏の間中続いたが、ある冬の嵐の夜、風が塔の明かりを吹き消し、方向を見失ったレアンドロスは波に巻き込まれて溺れ死んだ。 翌朝になって岸に流れ着いたレアンドロスの死体を目にしたヘーローは発狂し、彼女も恋人の後を追って塔から海へ身を投げたという。

## 文化的影響
ヘーローとレアンドロスの神話は、多くの芸術作品で引用されている。

### 文学
- BC47-AC17オウィディウスは『名婦の書簡』の第18・19書簡でこの恋人達のやり取りを描いている。
- 16世紀スペインの詩人ガルシラーソ・デ・ラ・ベーガ（英語版）のソネット XXIX のテーマとなっている。
- ルネサンスの詩人クリストファー・マーロウは物語を膨らませて翻訳した。彼の物語は最後の夜までは到らず、ラストで2人は恋人となる（en:Hero and Leander (poem)）。
- ジョージ・チャップマンはマーロウの死後、彼の詩を完成させた。このバージョンは主に17世紀前半に、1598年 (Linley)[1]、1600年[2]・1606年 (Flasket)[3]、1609年[4]・1613年[5]・1617年[6]・1622年 (Blount (Blunt))[7]、1629年 (Hawkins)[8]、1637年 (Leake) と[9]、しばしば再版された。
- ウォルター・ローリー卿は自作の詩『シンシアへの海』(The Ocean, to Cynthia) で触れている。ランプの灯を消さないよう苦労するチャップマン等の好意的な描写と異なり、ここでのヘーローは寝入ってしまったために灯を消してしまう。
- フランシスコ・デ・ケベードはソネット『En crespa tempestad del oro undoso』でレアンドロスに言及している。
- ウィリアム・シェイクスピアも『ヴェローナの二紳士』の冒頭、ヴァレンタインとプローテュース（劇中の二紳士）の会話の中で、この物語について語らせている。ヴァレンタインは愛は深いが内容の浅い物語だと言い、プローテュースは愛も内容も深い物語だと反論する。ヘーローとレアンドロスは第3幕第1場でもヴァレンタインがミラノ大公に恋の手解きをする際に再び言及される。『空騒ぎ』の第5幕第2場ではベネディックが女たらしの系譜の1人として「泳ぎの名人リアンダー（レアンドロス）」に言及している。また主要な女性登場人物の1人の名がHero（ヒーロー）である。『夏の夜の夢』第5幕第1場、劇中劇の科白において本来「Hero and Leander」と言うべきところを「Helen and Limander」と言い間違えられている。『お気に召すまま』の第4幕第1場では、ロザリンドがオーランドーとの会話の中でヘーローとレアンドロスに関して非常に辛辣な引用をしている。
- ベン・ジョンソンは戯曲『バーソロミューの市（英語版）』の第5幕でヘーローとレアンドロスの人形劇を登場させた。但し舞台はロンドンに置き換わり、2人の間に横たわるのもヘレスポントスでは無くテムズ川である。
- ジョン・キーツの1817年のソネット「On an Engraved Gem of Leander」の主題となっている。
- フリードリヒ・フォン・シラーはバラーデ「Hero und Leander」を書いている。
- ジョージ・ゴードン・バイロンは自作の詩「セストスよりアビュドスに泳ぎし後に記す」 (Written After Swimming From Sestos To Abydos) において自らを自虐的にレアンドロスに例えた。
- フランツ・グリルパルツァーが1831年に著した悲劇「海の波恋の波」 (Des Meeres und der Liebe Wellen) は、この物語に基づく。
- ディオン・ブシコー（英語版）の1860年の戯曲『コリーン・ボーン（英語版）』でコリガンはボートで隠し妻に逢いに行くハードレス・クリーガンを「濡れる事の無いリアンダー（レアンドロス）のようだ」と例えた。
- 小泉八雲は短編集『霊の日本にて』 (In Ghostly Japan 1899年) の一篇「焼津にて」(At Yaidzu) に宿のお内儀から聞いた端島の娘の話を書いている。漁師の娘が何里か離れた網代の男と恋仲になり、夜毎泳いで逢いに行っては朝方泳いで戻って来るという話で、やはり男は道しるべに火を燃やしていたが、ある夜その火を忘れたか風が消してしまったために娘は溺れ死んでしまう。筆者は「では極東ではヘーローの方が泳いでレアンドロスに逢いに行くのか」と同情する。
- ラドヤード・キップリングの詩「A Song of Travel」は、"Where's the lamp that Hero lit. Once to call Leander home?" （かつてレアンドロスを家に呼び寄せるためにヘーローが灯したランプは何処？）という1文から始まっている。
- ダイアナ・ウィン・ジョーンズの1985年のメタ・ファンタジー小説「九年目の魔法」 (Fire and Hemlock) では物語の早い段階でヒロインのポーリィは「なりきりごっこ」でヒーロー（ヘーロー）を名乗る。これは「英雄」 (Hero) の意味にもかけている。
- ミロラド・パヴィチの小説『風の裏側—ヘーローとレアンドロスの物語』(Unutrašnja strana vetra. Ili roman o Heri i Leandru) の主題となっている。

### 音楽
- ゲオルク・フリードリヒ・ヘンデルが1707年に作曲したイタリア語の独唱用カンタータ「あなたに再びお会いしようとは、おお神よ」 (Ero e Leandro または Qual ti riveggio, oh Dio HMV150)は、この挿話に基づいている。
- ロベルト・シューマンは幻想小曲集第5曲「夜に」 (In der Nacht) を自ら演奏する時には、ヘーローとレアンドロスの物語をイメージしているとクララ宛の書簡に記している[10]。
- フランツ・リストの「バラード第2番 ロ短調」(S. 171) は、クラウディオ・アラウ（アラウは少年時代リストの直弟子の1人であるマルティン・クラウゼの教えを受けた)によれば、リストの専門家の間ではこの神話をベースとしている事が知られている[11]。レアンドロスがヘレスポントスを泳ぐ様子を表す、うねる様なテーマとロマンチックなヘーローのテーマが交互に現れ、曲が進むに従い嵐のように激しさを増していく。終結部では同じテーマがガラリと雰囲気を変えて表わされ、レアンドロスへの追悼の哀歌を思わせる[11]。
- アダム・ゲッテル（英語版）による連作歌曲『Myths and Hymns』（1998年にオフ・ブロードウェイで初演、1999年にアルバムとしてリリースされた）には「Hero And Leander」という曲が含まれている（ASIN B00000IQ5N）。

### 美術

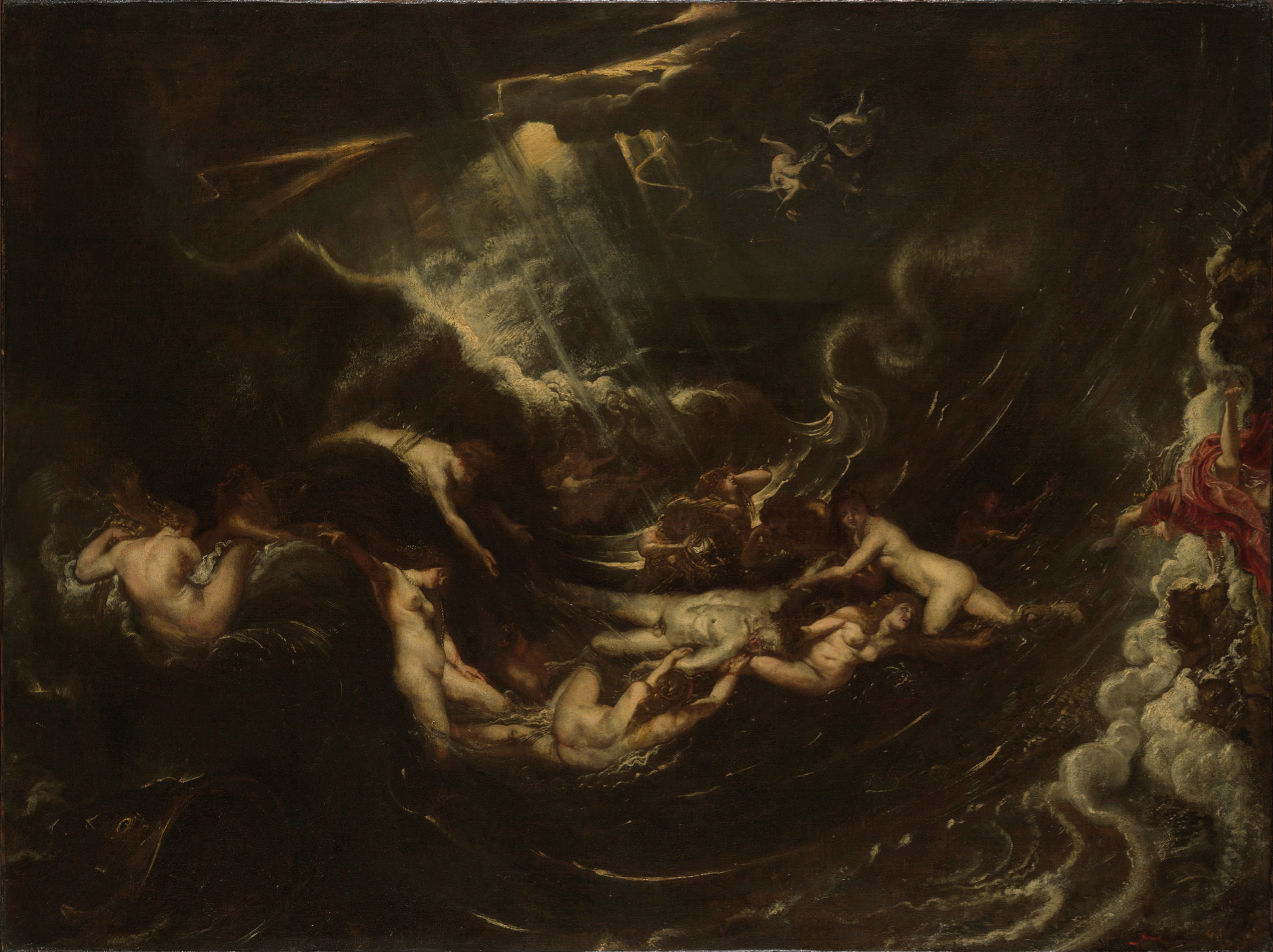
ルーベンス 「Hero and Leander」 1605年
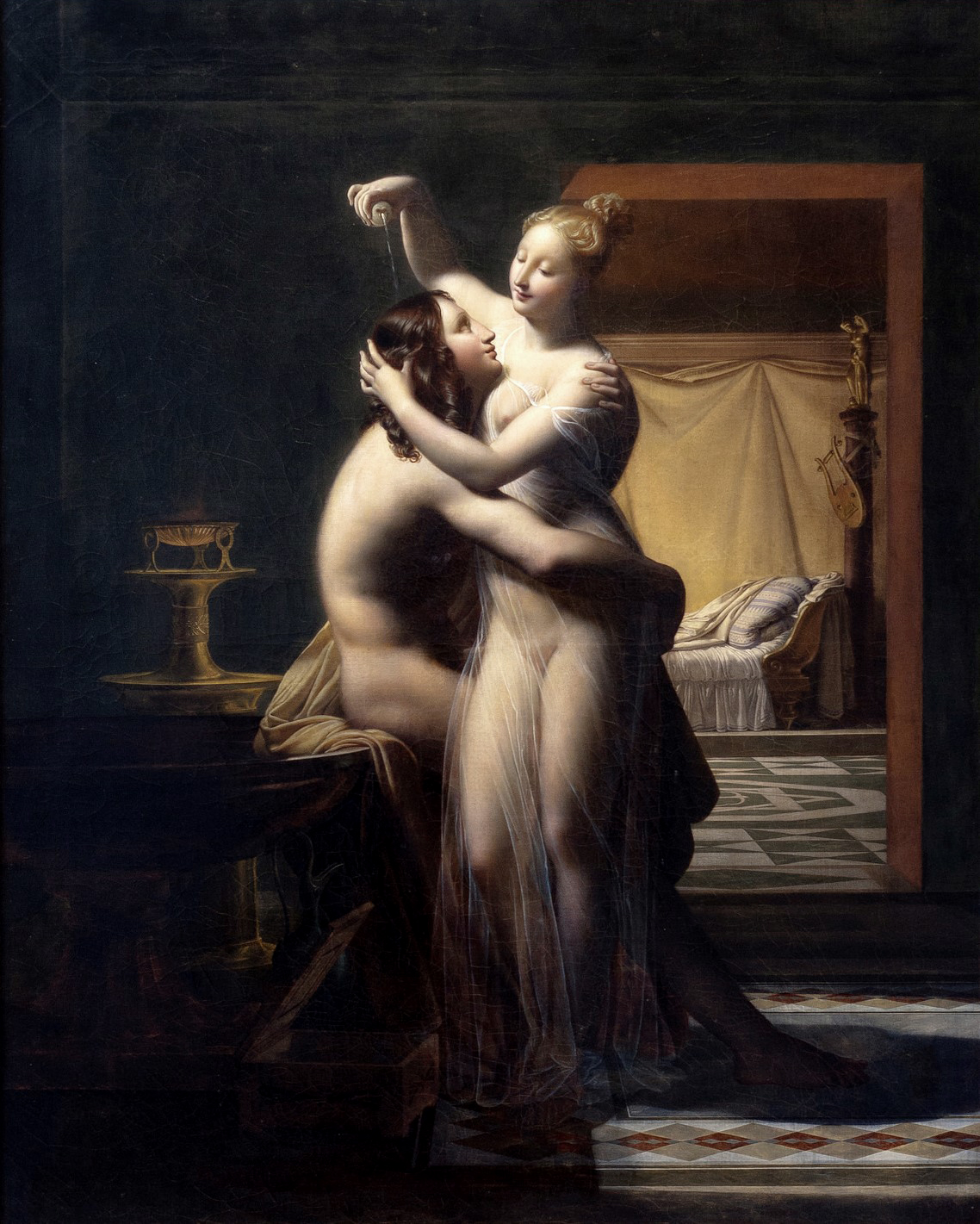
ドロルム（フランス語版） 「Héro et Léandre」 1814年
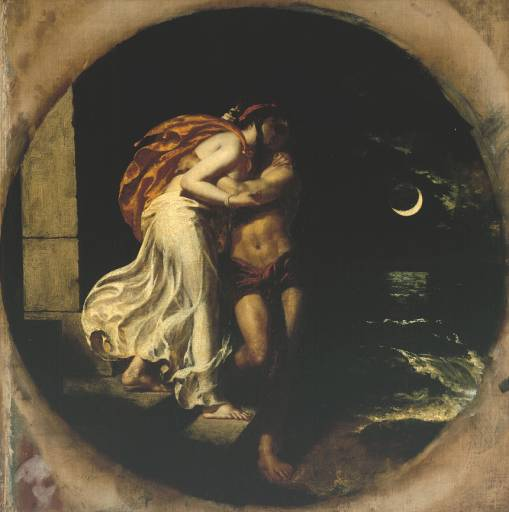
エッティ 「The Parting of Hero and Leander」 1827年
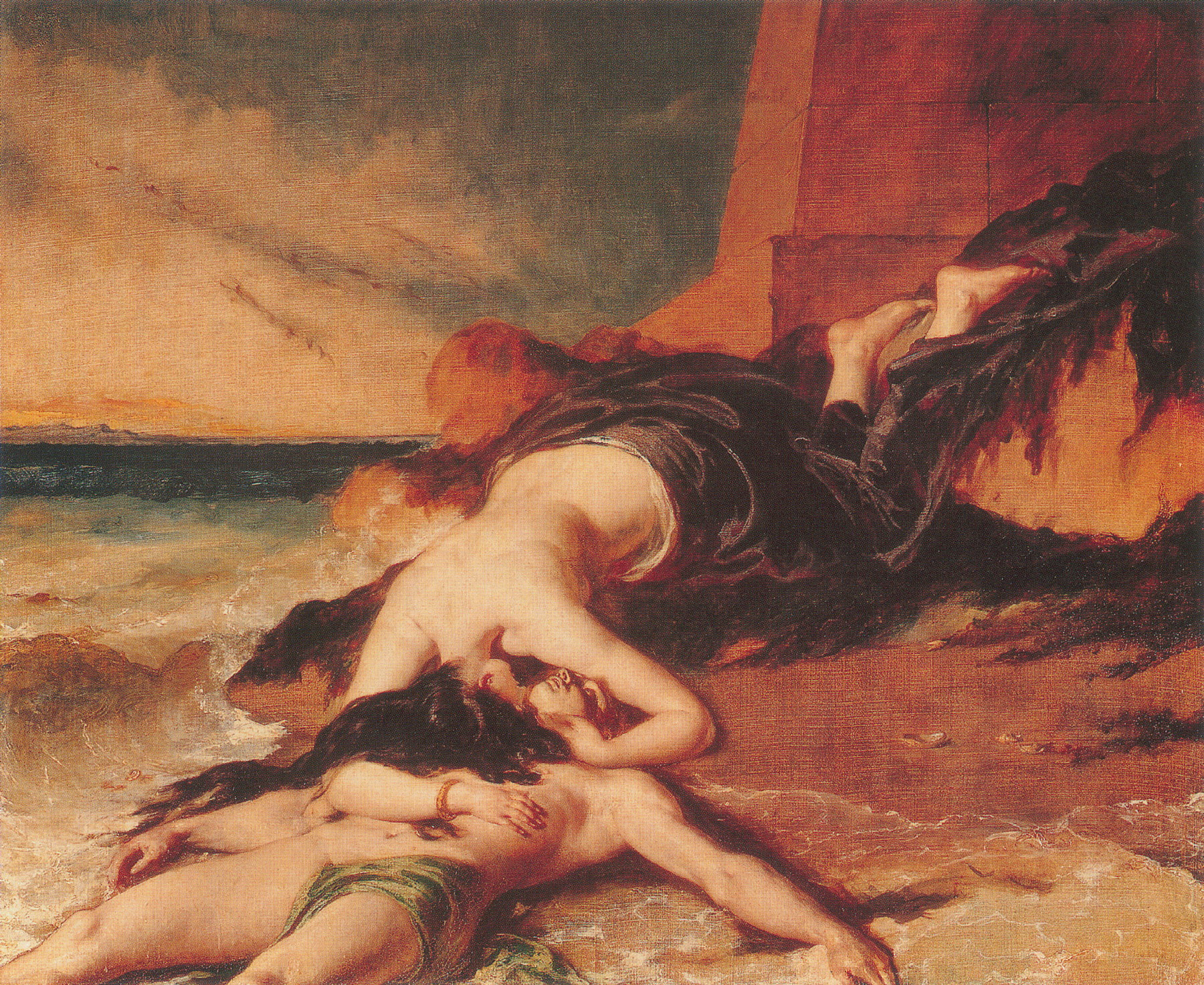
エッティ 「Hero and Leander」 1828年
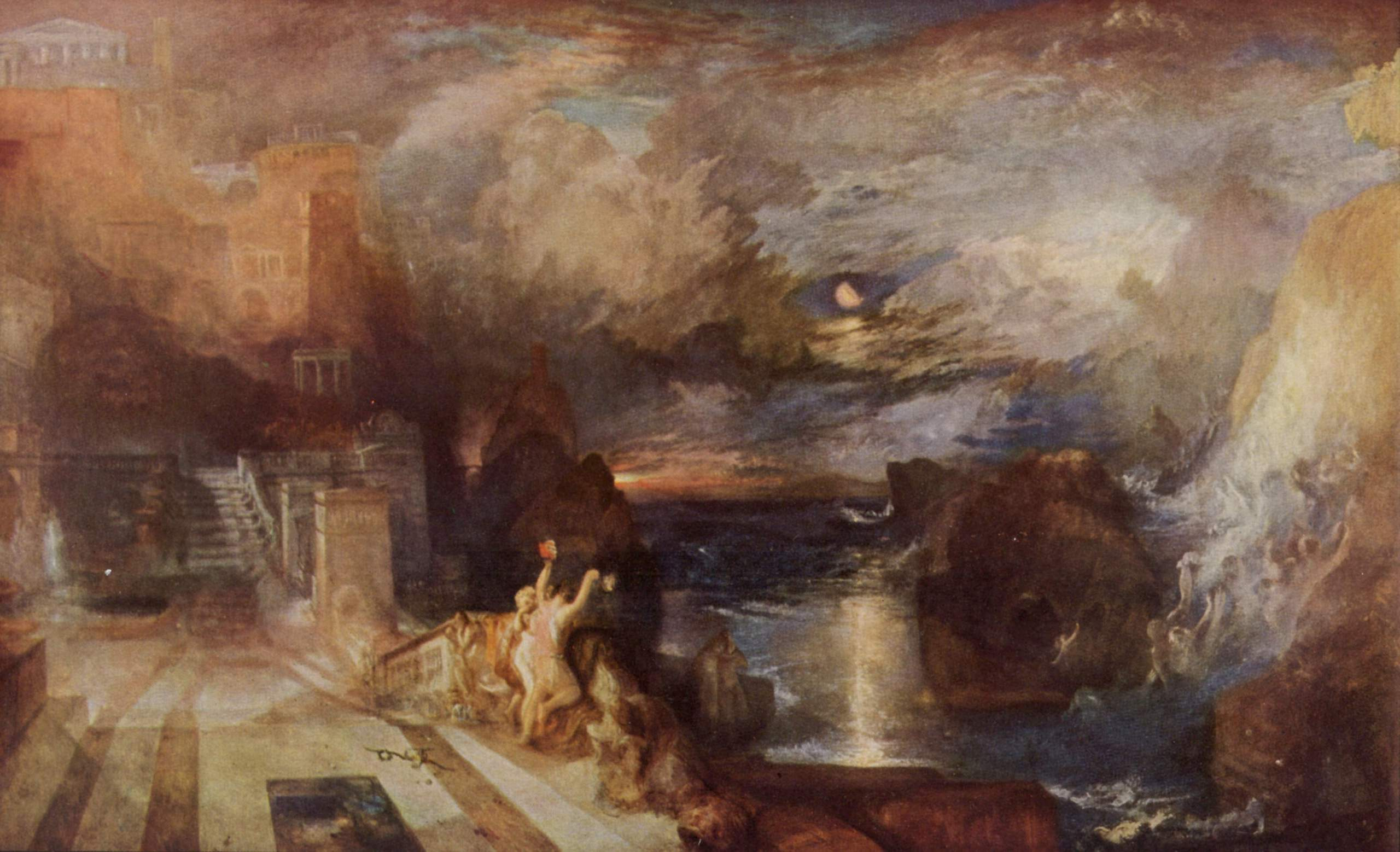
ターナー 「Heros und Leanders Abschied」 1837年
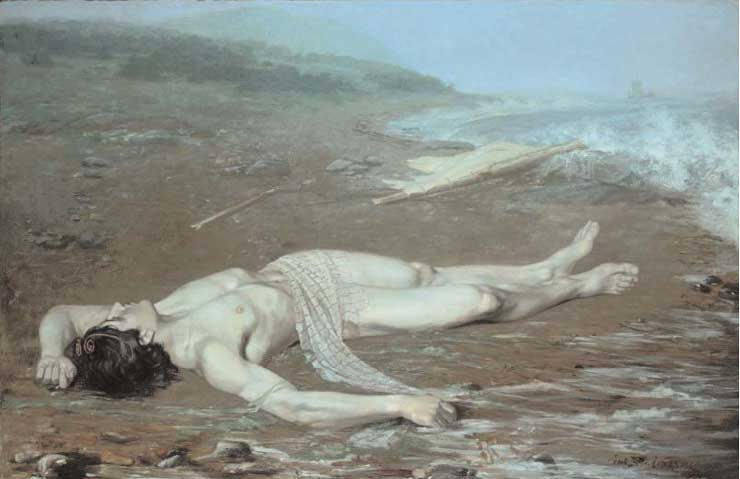
J.A.G.（スウェーデン語版） 「Leander's body washed ashore」 1884年
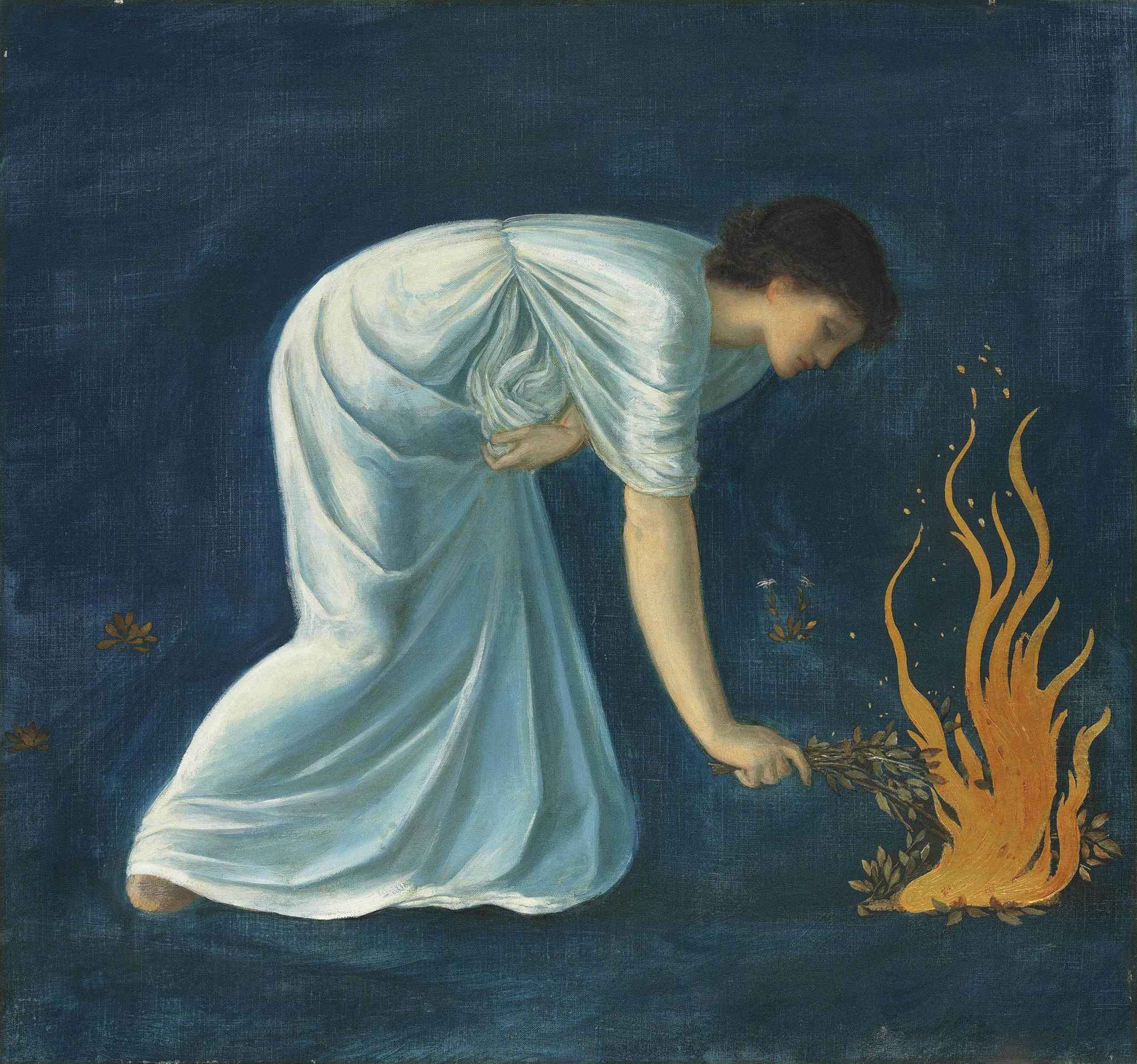
バーン＝ジョーンズ 「Hero」 1886年

### その他
- アビュドスのセプティミウス・セウェルス貨幣[12]。